# 班奈狄克·康柏拜區
班奈狄克·蒂莫西·卡爾頓·康柏拜區，CBE（英語：Benedict Timothy Carlton Cumberbatch，1976年7月19日—）是一位英國男演員，演藝觸角涉及電視劇、電影以及劇場。他最為人熟知的作品為英國BBC電視台製作的九十分鐘電視電影《霍金的故事》，康柏拜區在劇中飾演英國天文物理學家史蒂芬·霍金，並拿下Golden Nymph電視作品男主角獎。2010年因主演電視劇《新福爾摩斯》而聲名大噪，拿下包括艾美獎在內的多個最佳男主角獎，並得到金球獎最佳男主角的提名。
2011年，康柏拜區憑舞台劇《科學怪人》贏得Critics' Circle Theatre Awards、標準晚報戲劇獎以及英國舞台劇界最高榮譽勞倫斯奧利佛獎最佳男演員獎。
2013年，康柏拜區獲英國電影和電視藝術學院洛杉磯分部頒發Britannia Award英國年度藝人獎，以表揚他在電視、電影及劇場的傑出表現（masterful performances in television, film and theatre）。
2013年10月，康柏拜區首次登上世界知名的《時代》雜誌封面，成為該雜誌10月號國際版封面人物；2014年12月，康柏拜區再度成為《時代》雜誌美國版及國際版的封面人物。2014年4月，入選《時代》雜誌時代百大人物，成為該年度世界最具影響力的100人之一。。2015年6月，康柏拜區獲英國皇室授與CBE勳銜，以表揚他在演藝及慈善上的貢獻。
2015年，康柏拜區憑電影《模仿遊戲》獲得第87屆奧斯卡金像獎最佳男主角獎提名。2022年，再度以珍·康萍執導的電影《犬山記》獲得第94屆奧斯卡金像獎最佳男主角獎提名。

## 早期生活
班奈狄克在1976年7月19日生於倫敦的婦女專科醫院－夏洛特皇后和切爾西醫院，父母蒂莫西·卡爾頓（Timothy Carlton）與萬達·文瑟姆（Wanda Ventham）都是演員。蒂莫西曾在康柏拜區主演的《倒帶人生》（Stuart: A Life Backwards）、《一戰往事》客串演出。2014年的《新福爾摩斯》第三季第一集及第三集，蒂莫西和萬達兩人亦雙雙客串，出演康柏拜區在劇中的角色--夏洛克·福爾摩斯的父母。另外，康柏拜區還有一名比他年長十多年的姐姐Tracy Peacock，是母親萬達與前夫James D. Tabernacle所生。
祖父亨利·卡爾頓·康柏拜區（Henry Carlton Cumberbatch）是英國的海軍少校，曾參與第一次及第二次世界大戰，是潛艇的指揮官；曾祖父亨利·阿諾德·康柏拜區（Henry Arnold Cumberbatch）則是英國駐土耳其大使館的大使。

### 教育背景
康柏拜區曾在兩間私立學校受教育：先是在位於西薩塞克斯的布蘭伯特學校（Brambletye School）接受小學教育，之後在倫敦西北部著名學府哈洛公學完成中學與高中課程。據他曾在訪問中提及，由於他童年時太過好動，布蘭伯特學校的校長認為他需要更有秩序及責任感，於是提議他到哈洛公學就讀。在哈洛求學時，康柏拜區開始參與學校的劇場演出。他第一個演出的角色是反串《仲夏夜之夢》的提泰妮婭（Titania），其後的演出也以反串女性角色為主（哈洛是男校，沒有女學生）。不過在經歷變聲期後，他改為演出老角，或是《推銷員之死》中威利·羅曼（Willy Loman）那類的角色。
高中畢業後，康柏拜區沒有如其他哈洛的同學般升讀劍橋大學及牛津大學，而是選擇了往曼徹斯特大學修讀戲劇。他曾在訪問中提及，作出這個選擇是因為他不想在大學時仍然延續著公學的生活(I didn't want just an extension of my public school when I went to university)。
在升讀大學前，康柏拜區花了半年時間在印度大吉嶺的藏區僧院義務教導英文。為了籌集所需的費用，他曾在一間名為潘海利根的香水店工作了五個月。其後才回國入讀曼徹斯特大學。大學畢業後，康柏拜區於倫敦音樂與戲劇藝術學院繼續深造，取得Classical Acting for the Professional Theatre的碩士學位。

## 職業生涯
班奈狄克·蒂莫西·卡爾頓·康柏拜區在大學畢業後，於2001年展開個人演藝生涯，由於演員的收入並不稳定，所以康柏拜區的父母一直反對他跟從兩親的道路從事演藝事業。康柏拜區也曾打算以律師作為自己的職業。不過其後有不少律師告訴他，律師的生活也不太穩定，而且也很辛苦，跟從事演藝事業很相似。兩相權衡下，康柏拜區最後選擇成為演員。康柏拜區在大學時演出舞台劇《莫札特之死》（Amadeus），擔任薩里埃利（Antonio Salieri）一角，其演出受到父親的激賞，並認為康柏拜區的表現比自己過去、甚至是將來都還要出色，因而大力支持他的演藝事業(You're better than I ever was, or will be. You'll have a good time doing this. I'm going to support you)。
康柏拜區（Cumberbatch）這個姓氏一度使他困擾，第一位經紀人勸他別用這個姓氏（他父親以Timothy Carlton作為藝名），六個月後他換了新經紀人，該經紀人認為Cumberbatch較引人注目，建議他用回原名。

### 舞台劇
康柏拜區出道便參與劇場演出，至今仍然活躍。
從2001年起，康柏拜區便在眾多劇場表演中出演主要角色。他曾於攝政公園的夏季露天劇場（Open Air Theatre, Regent's Park）、艾爾梅達劇場（Almeida Theatre）、皇家宮廷劇場（Royal Court Theatre）以及皇家國家劇院（Royal National Theater）等劇院演出。2005年他憑《海達蓋柏勒》（Hedda Gabler）內的角色鐵斯曼(Tesman)，獲得英國舞台劇最高榮譽獎項──勞倫斯·奧利弗獎（相當於美國百老匯的東尼獎）的最佳男配角提名，以及Ian Charleson Awards Best Classical Stage Performance三等獎。此劇於2005年3月16日在艾爾梅達劇場上演，其後於同年3月19日時轉到了倫敦西區劇院群的約克公爵劇場（Duke of York's Theatre）演出。
2010年，康柏拜區首次登上皇家國家劇院的舞台，於特倫斯·拉蒂根（Terence Rattigan）的作品《舞會之後》（After the Dance）中出演男主角David Scott-Fowler。該劇由Thea Sharrock 執導，並於勞倫斯·奧利弗獎中獲得包括最佳復刻劇（Best Revival）在內的4項大獎。2011年年中，美國百老匯邀請劇組前往演出，不過最後因為康柏拜區想專注於電影發展而婉拒。康柏拜區形容這個是他首次理智戰勝感情的決定(head-over-heart decision)。2010年，康柏拜區參與了慈善義演《孩子們的獨白》(The Children's Monologues)，為南非貧困兒童籌款。該場義演於11月14日在倫敦的舊維多利亞劇院（Old Vic Theatre）舉行。由丹尼鮑伊執導，參與的演員包括了在2010年東尼獎得主的埃迪·雷德梅尼、潔瑪·艾特頓以及山繆爾衛斯特（Samuel West）。演出的製作公司是Dramatic Need。
2011年，康柏拜區演出由丹尼鮑伊執導的舞台劇《科學怪人》（Frankenstein），與約翰·李·米勒（Jonny Lee Miller）輪流飾演Frankenstein和Creature兩角，隔天兩人互換角色演出。此劇為他贏得勞倫斯·奧利弗獎、Evening Standard Theatre Awards 及Critics' Circle Theatre Awards三大最佳男主角獎（Triple Crown of London Theatre），其中前兩者跟約翰·李·米勒同時獲獎，後者則是獨取。另外值得一提的是，跟康柏拜區共同飾演Frankenstein和Creature的約翰·李·米勒，在2012年美國哥倫比亞廣播公司的電視劇集,《基本演繹法》中，出演康柏拜區曾飾演過的福爾摩斯。
2013年11月2日，康柏拜區參與了英國皇家國家劇院50周年慶典，跟茱蒂·丹契、邁可·坎邦、海倫·美蘭、瑪姬·史密芙、雷夫·范恩斯、安德鲁·斯科特等近100名英國舞台劇演員於國家劇院演出多個經典劇目，康柏拜區出演了由湯姆·斯托帕德編寫的著名舞台劇《君臣人子小命嗚呼》的其中一幕，飾演羅森格蘭茲一角。
2015年，康柏拜區重返劇場主演名劇《哈姆雷特》，該劇將由林賽·特納（Lyndsey Turner）執導、索尼婭·弗里德曼（Sonia Friedman）製作，8月開始在倫敦擁有過千座位的巴比肯劇院上演，為期12週。2014年8月，劇院提早一年公開發售門票，近100000張門票首天即告售罄，成為倫敦劇場史上最快售罄的舞台劇作品。康柏拜區更憑哈姆雷特一角，再度獲勞倫斯·奧利弗獎的最佳男主角提名，以及獲得WhatsOnStage Awards最佳男角。

### 電視
康柏拜區於2000年演出首部電視劇集《Heartbeat》，其後於2002年再度於參與這劇集，不過是飾演另一角色。
2003年參與劇集《男人四十》（Fortysomething），出演男主角休·勞瑞的長子Rory。巧合的是休·勞瑞其後在美國電視劇《豪斯醫生》飾演豪斯醫生一角，而此角色正是以甘巴貝治成名角色──福爾摩斯為創作原形。
2004年康柏拜區演出英國廣播公司的電視電影《霍金的故事》，為掌握角色，他拜會了兩名同樣患運動神經元病(Motor neurone disease)的病人，並兩度親自拜訪霍金。這部被霍金公開讚賞的電視電影為康柏拜區帶來首個英國學術電視獎最佳男主角的提名，並得到Monte-Carlo Television Festival(Television Films) 的最佳男主角獎。
2005年，康柏拜區參演了《直到世界盡頭》（To the Ends of The Earth），飾演Edmund Talbot。此劇再度為他贏得Monte-Carlo Television Festival(Miniseries) 的最佳男主角獎。
2008年在《最後的敵人》（The Last Enemy）中飾演Stephen Ezard一角，獲提名衛星獎最佳男主角。
2009年憑《小島》（Small Island）Bernard Bligh一角，得到英國學術電視獎最佳男配角的提名。
2010年，英國廣播公司迷你劇《新福爾摩斯》的製作人之一史蒂芬·莫法特在看過康柏拜區在電影《贖罪》的表現後，認為他是飾演福爾摩斯的最佳人選。康柏拜區因而成為唯一獲邀試鏡的演員，並順利出演福爾摩斯一角。此劇令他迅速走紅，並摘下多個最佳男主角的提名及獎項。連同2014年開播的第三季在內，他憑福爾摩斯一角，贏得艾美獎、TV Choice Awards、Crime Thriller Awards、Broadcasting Press Guild、Critics' Choice Television Award、衛星獎的最佳男主角，以及英國學術電視獎、金球獎的最佳男主角提名。康柏拜區更被導演史提芬·史匹堡讚許為「銀幕上最佳的福爾摩斯」，每日電訊報把他列為「史上最偉大的20位福爾摩斯」的第一位，並獲Digital Spy的讀者選為「最偉大的福爾摩斯」。
2012年，康柏拜區演出由英國廣播公司及HBO合製的《一戰往事》（Parade's End），飾演主角Christopher Tietjens。早在籌拍之時，英國廣播公司已屬意康柏拜區飾演此角，但由於當時康柏拜區尚未成名，HBO對選用欠缺名氣的康柏拜區為主角有所猶豫，但最後終為英國廣播公司所說服。當時導演Susanna White更預言，到《一戰往事》正式播出之時，康柏拜區將已成為一名廣為人知的演員。果然在劇集開拍之前，康柏拜區已因《新福爾摩斯》而走紅。該劇為康柏拜區帶來 Critics' Choice Television Award、衛星獎及艾美獎等最佳男主角的提名。
2014年，英國廣播公司宣佈開拍電視電影《空王冠》第二季，康柏拜區於《理查三世》中出演男主角理查三世。該劇由米尼克‧庫克執導，於2016年5月播出。

### 電影
2002年，康柏拜區首次參與電影演出，在短片《Hills Like White Elephants》中擔任連名字也沒有的角色「the man」。
2006年，康柏拜區演出了電影《奇異恩典》，飾演英國歷史上最年輕的首相小威廉·皮特，並憑此角獲得London Film Critics Circle Award for British Breakthrough – Acting的提名。同年康柏拜區在《恋爱学分》中出演Patrick Watts一角。值得一提的是《新福爾摩斯》的編劇及製作人、Mycroft Holmes的飾演者馬克·加蒂斯也有份演出，飾演教授一角。
2007年，康柏拜區跟好友詹姆斯·麥艾維繼《戀愛學分》後再度合作演出《贖罪》，康柏拜區飾演Paul Marshall。雖然戲份不重，但他的表現卻受到《新福爾摩斯》的製作人之一史蒂芬·莫法特的賞識，並因此而決定甘巴貝治是飾演福爾摩斯的唯一人選。
2011年，康柏拜區先後參演了兩部獲提名奧斯卡的大製作。導演史提芬·史匹堡無需他試鏡便邀請他演出電影《戰馬》，飾演Major Jamie Stewart。另一部則是眾星雲集的《锅匠，裁缝，士兵，间谍》，甘巴貝治所飾演的Peter Guillam，為他帶來British Independent Film Awards 最佳男配角的提名。
2011年年中，康柏拜區與《新福爾摩斯》飾演華生的演員馬丁·費里曼再度合作，加入電影《哈比人》劇組，為惡龍史矛革及死靈法師兩個角色進行配音及動作捕捉。早在2010年的一個訪問中，康柏拜區已提及史矛革是自己一直渴望出演的角色，因此最初他只為史矛革一角進行試鏡，但最後導演彼得·傑克森決定除了史矛革外，同時讓他擔任死靈法師的動作捕捉及配音員。康柏拜區曾在訪問中指出，《哈比人歷險記》一書是他8歲前父親為他朗讀的睡前故事，而他對史矛革的演繹，也深受父親當年朗讀時的表演所影響。
2012年，康柏拜區參與了《星空奇遇記：黑域時空》的拍攝。當時《星空奇遇記》的導演J·J·艾布拉姆斯在編劇戴蒙·林德洛夫的推薦下觀看《新福爾摩斯》，被甘巴貝治的演出所吸引，於是邀請他拍攝一段錄像片段試鏡。由於時值聖誕節，甘巴貝治在找不到別人幫忙下，於朋友家的廚房用iphone拍下試鏡片段。最後獲得艾布拉姆斯的錄用及讚賞，出演電影中的大反派Khan。艾布拉姆斯更讚賞甘巴貝治在電影中的表現超越了期望，並認為他跟其他演員在一起時，會令其他演員表現更為出色
2013年，康柏拜區共有《星空奇遇記：黑域時空》、《为奴十二年》、《八月：奥色治郡》、《哈比人：荒谷惡龍》及《洩密風雲》5部電影上映。其中前四者全部入圍第86屆奧斯卡金像獎，另外，《洩密風雲》、《为奴十二年》和《八月：奥色治郡》則同時入選多倫多國際電影節。《洩密風雲》被選為電影節的開幕電影，《为奴十二年》獲得電影節最高榮譽的獎項－－觀眾票選獎(People's Choice Award)。2013年，康柏拜區跟朋友成立了SunnyMarch的制作公司，首部作品為30分鐘的短片《舉手之勞》（Little Favour），該短片於2013年11月5日在蘋果公司的iTunes商店上發售。
2014年，康柏拜區共有三套電影上映。先是11月公映的《模仿遊戲》，甘巴貝治在電影中飾演男主角電腦科學之父艾倫·圖靈。電影於9月入選多倫多國際電影節，並獲得電影節最高榮譽的獎項－－觀眾票選獎(People's Choice Award)。這是繼2013年的《为奴十二年》後，康柏拜區連續兩部出演的電影奪得該獎項。另外，電影亦為他帶來包括金球獎、英國電影學院獎、美國演員工會獎等多個的最佳男主角提名。於第87屆奧斯卡金像獎中，《模仿遊戲》共獲包括最佳電影、最佳導演及最佳編劇等8項提名，康柏拜區亦獲提名最佳男主角獎。
同時於2014年11月上映的還有夢工廠動畫電影《荒失失企鵝》，康柏拜區為特工狼Classified 配音；最後是12月上映的哈比人電影最終章《哈比人：五軍之戰》，康柏拜區繼續為巨龍史矛革 及 死靈法師擔任配音員。
2014年，康柏拜區參演了電影《黑勢力》的拍攝，飾演男主角詹姆斯·約瑟夫·巴爾傑（由尊尼·特普飾演）的弟弟比利·巴爾傑。2014年8月，康柏拜區確定參演電影《叢林奇譚》。該電影將結合動作捕捉技術、電腦動畫及真人演出，並由擅長動作捕捉技術的安迪·瑟克斯執導。康柏拜區將為反派角色Shere Khan進行配音及動作捕捉，該電影暫定於2018年上映。2014年12月，漫威公司宣佈，甘巴貝治將會出任電影《奇異博士》的主角史蒂芬·史傳奇／奇異博士，該電影於2015年11月開拍，並於2016年11月上映。導演斯考特·德里克森曾透露，甘巴貝治是他們唯一認真考慮的男主角人選，最後更為了遷就甘巴貝治的檔期，把《奇異博士》的上映日期，由2016年夏天推遲至同年11月。2016年，康柏拜區獲邀於《名模大間諜2》中客串名模奧爾一角。另一方面，康柏拜區亦將參與由艾方索·戈梅茲-雷瓊執導的電影《電流大戰》，出演湯瑪斯·愛迪生一角。
2021年，康柏拜區在《蜘蛛俠：不戰無歸》中出演奇異博士一角。
2022年，《奇異博士2：失控多元宇宙》將會再次由康柏拜區領銜上演。

### 電台工作及廣播劇
康柏拜區曾多次參與電台及廣播劇工作，其中較為人熟知的有廣播劇《座艙壓力》（Cabin Pressure），該劇由2008年開始播放，合共4季25集，26集最終集將於2014年聖誔播出；2009年至2014年，康柏拜區參與了《法庭上的鲁波尔》（Rumpole of the Bailey）系列合共9集的廣播劇；2013年甘巴貝治再度與詹姆斯·麥艾維合作，參與由尼爾·蓋曼著名小說改編的《無有鄉》（Neverwhere）廣播劇，飾演天使Islington。其他廣播劇包括《哥本哈根》（Copenhagen）、《詩人與他的情人》（Tom and Viv）、《曼斯菲爾德莊園》（Mansfield Park）等。
2014年6月6日，為記念盟軍登陸諾曼第70週年，英國廣播公司 Radio 4邀請甘康柏拜區、柏克·史釗域（Patrick Stewart）和陶比·瓊斯於70年前的同一時間，重讀當日的新聞廣播。

### 配音及旁白
康柏拜區亦曾為多套紀錄片擔任旁白。包括BBC的6集紀錄片《南太平洋》（South Pacific）、Discovery兩套與霍金相關的紀錄片《霍金的宇宙大探索》（Into the Universe with Stephen Hawking）、《史蒂芬霍金之大設計》（Stephen Hawking's Grand Design）、國家地理頻道電影公司的IMAX紀錄片《耶路撒冷》（Jerusalem，以及基斯坦奴·朗拿度的紀錄片《世界在他脚下》（The World at his Feet）。
有趣的是康柏拜區似乎有發音障礙，在錄製BBC紀錄片《南太平洋》第六集時，完全無法正確唸出「企鵝(penguin，拼音ˈpengwin)」，而是念成「Pengwing」。因此成為脫口秀《葛雷漢諾頓秀》的話題。
康柏拜區曾替不少有聲書配音，例如《Casanova》、《Sherlock Holmes: The Rediscovered Railway Mysteries and Other Stories》、《The Snowman and the Snowdog》等。
康柏拜區曾替蘋果公司 iOS 平台上的聽覺遊戲「The Nightjar」擔任聲音導航
康柏拜區曾為Sony, Pimms, Google+, Hiscox等公司擔任廣告配音員。另外，康柏拜區亦是英國汽車品牌捷豹的品牌大使。2014年，康柏拜區出任登祿普輪胎公司中華地區的代言人，為期2年。

## 個人生活
在曼徹斯特大學就讀時認識現為女演員的Olivia Poulet，兩人交往逾10年，2005年甘巴貝治赴南非拍攝《To the Ends of The Earth》前，兩人曾短暫分手，但其後甘巴貝治在南非遇上綁架，回國後兩人決定復合。不過最後兩人終於2011年再度分手。Olivia Poulet曾於《新福爾摩斯》第一季第二集中客串演出其中一名死者的秘書一角。與 Olivia Poulet 分手後，曾跟時裝設計師 Anna James 短暫交往至2012年1月分手
2014年11月5日，甘巴貝治宣佈跟劇場導演蘇菲·亨特訂婚，婚訊由甘巴貝治的父母以英國傳統方式，於《泰吾士報》的婚訊版刊登宣告。2015年2月14日，兩人於懷特島郡上的聖伯多祿聖保祿堂結婚。2015年6月1日，蘇菲·亨特誕下跟甘巴貝治的首名孩子，取名為Christopher Carlton Cumberbatch。2016年10月，甘巴貝治宣佈妻子懷有第二名孩子。甘巴貝治為二兒子取名為Hal，全名為Hal Auden Cumberbatch，這個名字是來自於莎士比亞名劇《亨利四世》中將成為「亨利五世」的哈爾王子。
因母親的緣故，自幼便與在神探福爾摩斯中飾演Mrs. Hudson的女演員尤娜·斯塔布斯相識，另外也認識以詮釋福爾摩斯聞名的英國演員杰里米·布雷特。
甘巴貝治曾兩次跟死神擦身而過。第一次是他入讀大學前於藏區僧院教導英文時的事。當時他跟4位朋友到尼泊爾遠足，由於食物和裝備不足，加上沒有請導遊，結果中途迷了路，他們要在夜間趕路，並於沼澤裏尋找水源，夜宿野獸的巢穴，為了走過結了冰的河流，更差點弄斷脖子。最後他們沿着氂牛糞的痕跡才找到人煙，甘巴貝治更因此而染上痢疾。
另一次發生在2005年，甘巴貝治於南非拍攝時，跟同劇的演員Denise Black及Theo Landey出遊，其間遇上了綁架事件。劫匪趁他們為汽車換胎時劫走他們，並要他們交出所有財物。甘巴貝治頭部受傷，被劫匪鎖在汽車行李箱內，其後被劫匪用槍械的指嚇，以被處決的姿勢跪在地下，最終在午夜時平安獲釋。甘巴貝治的手腕上因這次事件留下疤痕。

### 慈善工作及社會活動
甘巴貝治是英國慈善組織《王子信托基金》（The Prince's Trust）及英國運動神經元病協會（Motor Neurone Disease Association）的大使，曾多次參與這兩個組織相關的慈善活動，包括2012年《王子信托基金》的單車籌款，以及為運動神經元病人（漸凍人）成立的生日募捐網站。2014年甘巴貝治接受為漸凍人募款的冰桶挑戰活動，在長達2分鐘的片段中總共淋了6次冰水。甘巴貝治也曾多次捐贈自己的畫作及衣物義賣，為不同的慈善團體籌款。
甘巴貝治也活躍於體育界。2012年倫敦奧運會，甘巴貝治拍攝了一輯奧運宣傳短片，該短片於奧運開幕禮前播出。2014年及2015年，甘巴貝治兩度獲邀為羅倫斯世界體育獎頒獎禮擔任主持。2014年，甘巴貝治先後出席了一級方程式賽車馬來西亞大獎賽及摩納哥大獎賽，並兩次於頒獎禮上出任主持訪問獲獎車手。
2013年，甘巴貝治應邀擔任劍橋大學科學節（Cambridge Science Festival）的客席指導。
2014年8月，英國杜莎夫人蠟像館宣佈為甘巴貝治製作蠟像，該蠟像於同年10月正式展出。
2016年2月，英國牛津大學瑪格麗特夫人學堂邀請甘巴貝治擔任該校的訪問學人，為期3年。

## 作品

### 舞台劇
| 上演年份 | 劇名 | 角色                                | 演出地點                  | 備注 |
| -------- | --- | ----------------------------------- | ------------------------- | ---- |
| 2001     | 愛的徒勞（愛的徒勞）                                                                                         | 斐迪南                              | 攝政公園露天劇場          |      |
| 2001     | 仲夏夜之夢（A Midsummer Night's Dream）                                                                      | 迪米特立斯                          | 攝政公園露天劇場          |      |
| 2002     | 皆大歡喜（As You Like It）                                                                                   | 歐蘭得                              | 攝政公園露天劇場          |      |
| 2002     | 羅密歐與茱麗葉（Romeo and Juliet）                                                                           | 班沃利歐                            | 攝政公園露天劇場          |      |
| 2002     | 噢，多棒的一場戰爭！（多可爱的战争）                                                                         |                                     | 攝政公園露天劇場          |      |
| 2004     | 海上夫人（The Lady from the Sea）                                                                            | 凌格斯川                            | 艾爾梅達劇場              |      |
| 2005     | 海達蓋柏勒（Hedda Gabler）                                                                                   | 鐵斯曼                              | 艾爾梅達劇場 約克公爵劇場 |      |
| 2006     | 調整期（Period of Adjustment）                                                                               | 喬治                                | 艾爾梅達劇院              |      |
| 2007     | 犀牛（Rhinoceros）                                                                                           | 貝倫傑                              | 皇家宮廷劇場              |      |
| 2007     | 縱火犯（The Arsonists）                                                                                      | 艾森林格                            | 皇家宮廷劇場              |      |
| 2008     | 城市（The City）                                                                                             | 克里斯                              | 皇家宮廷劇場              |      |
| 2010     | 舞會之後（After the Dance）                                                                                  | 大衛史考特福勒                      | 皇家國家劇院              |      |
| 2011     | 科學怪人（Frankenstein）                                                                                     | The Creature 及 Victor Frankenstein | 皇家國家劇院              |      |
| 2013     | 英國國家劇院50週年慶典（National Theatre: 50 Years on Stage） 君臣人子小命嗚呼（罗森克兰茨与吉尔登斯吞已死） | 羅森格蘭茲                          | 皇家國家劇院              |      |
| 2015     | 哈姆雷特（Hamlet）                                                                                           | 哈姆雷特                            | 巴比肯藝術中心            |      |

### 電視
| 首播年份 | 劇集名稱                                    | 中文譯名                      | 演出角色                         | 電視台         | 備注                       |
| -------- | ------------------------------------------- | ----------------------------- | -------------------------------- | -------------- | -------------------------- |
| 2000     | Heartbeat                                   | 心跳                          | Charles                          | ITV            |                            |
| 2002     | Fields of Gold                              | 金色麥田                      | Jeremy                           | BBC            |                            |
| 2002     | Tipping the Velvet                          | 輕舔絲絨                      | Freddy                           | BBC            |                            |
| 2002     | Silent Witness                              | 無聲的見證                    | Warren Reid                      | BBC            |                            |
| 2003     | Cambridge Spies                             | 劍橋風雲                      | Edward Hand                      | BBC            |                            |
| 2003     | Spooks                                      | 軍情五處                      | Jim North                        | BBC            |                            |
| 2003     | Fortysomething                              | 男人四十                      | Rory                             | ITV            |                            |
| 2004     | Dunkirk                                     | 敦刻爾克大撤退                | Lt. Jimmy Langley                | BBC            |                            |
| 2004     | Heartbeat                                   | 心跳                          | Toby Fisher                      | ITV            |                            |
| 2004     | Hawking                                     | 霍金的故事                    | 史蒂芬·霍金                      | BBC            |                            |
| 2005     | To the Ends of The Earth                    | 直到世界盡頭                  | Edmund Talbot                    | BBC            |                            |
| 2005     | Broken News                                 | 突發新聞                      | Will Parker                      | BBC            |                            |
| 2005     | Nathan Barley                               | 内森·巴利                     | Robin                            | Channel 4      |                            |
| 2007     | Stuart: A Life Backwards                    | 倒帶人生                      | Alexander Masters                | BBC, HBO       |                            |
| 2008     | The Last Enemy                              | 最後的敵人                    | Stephen Ezard                    | BBC            |                            |
| 2009     | Marple: Murder is Easy                      | 瑪波小姐探案：殺人不難        | Luke Fitzwilliam                 | ITV            |                            |
| 2009     | Small Island                                | 小島                          | Bernard Bligh                    | BBC            |                            |
| 2010     | Van Gogh: Painted with Words                | 文森特·梵高·畫語人生          | 文森特·梵高                      | BBC            |                            |
| 2010     | Sherlock Season 1                           | 新福爾摩斯（第一季）          | 夏洛克·福爾摩斯                  | BBC            |                            |
| 2010     | Have I Got News For You                     |                               | 嘉賓主持                         | BBC            |                            |
| 2012     | Sherlock Season 2                           | 新福爾摩斯（第二季）          | 夏洛克·福爾摩斯                  | BBC            |                            |
| 2012     | Parade's End                                | 一戰往事                      | Christopher Tietjens             | BBC 2, HBO     |                            |
| 2013     | The Simpsons (season 24)                    | 辛普森家庭                    | The Prime Minister及 阿倫‧瑞克曼 | Fox            | 客串配音                   |
| 2014     | Sherlock Season 3                           | 新福爾摩斯（第三季）          | 夏洛克·福爾摩斯                  | BBC            |                            |
| 2016     | 新世紀福爾摩斯：地獄新娘 (Sherlock Special) | 新福爾摩斯 特別篇－－地獄新娘 | 夏洛克·福爾摩斯                  | BBC            |                            |
| 2016     | The Hollow Crown: The Wars of the Roses     | 空王冠：玫瑰戰爭              | 理查三世                         | BBC 2          |                            |
| 2017     | Sherlock Season 4                           | 新福爾摩斯（第四季）          | 夏洛克·福爾摩斯                  | BBC            |                            |
| 2017     | The Child In Time                           | 記憶中的擁抱                  | Stephen Lewis                    | BBC            |                            |
| 2018     | Patrick Melrose                             | 派屈克·梅爾羅斯               | 派屈克·梅爾羅斯                  | Showtime       |                            |
| 2019     | Brexit: The Uncivil War                     | 脫歐：無理之戰                | Dominic Cummings                 | Channel 4, HBO |                            |
| 2021     | What If...?                                 | 無限可能：假如…？             | 史蒂芬·史傳奇／至尊奇異博士      | Disney+        | 第一季，動畫劇集，配音演出 |

### 紀錄片（配音/旁白/主持）
| 首播年份 | 紀錄片名稱                               | 中文譯名                            | 演出角色    | 電視台/電影公司                               | 備注 |
| -------- | ---------------------------------------- | ----------------------------------- | ----------- | --------------------------------------------- | ---- |
| 2005     | The Man Who Predicted 9/11               | 預測911事件的人                     | 旁白        | The History Channel                           |      |
| 2008     | Picture This                             |                                     | 旁白        | Channel 4                                     |      |
| 2009     | South Pacific                            | 南太平洋                            | 旁白        | BBC                                           |      |
| 2010     | The Rattigan Enigma                      | 拉提根之謎                          | 旁白 / 主持 | BBC                                           |      |
| 2010     | Into the Universe with Stephen Hawking   | 霍金的宇宙大探索                    | 旁白        | Discovery                                     |      |
| 2011     | Curiosity: Did God Create the Universe?  | 絕對好奇：上帝造宇宙                | 旁白        | Discovery                                     |      |
| 2012     | Stephen Hawking's Grand Design           | 史蒂芬霍金之大設計                  | 旁白        | Discovery                                     |      |
| 2013     | Jerusalem                                | 耶路撒冷                            | 旁白        | National Geographic Cinema Ventures           |      |
| 2014     | Cristiano Ronaldo: The World at his Feet | 克里斯蒂亚诺·罗纳尔多：世界在他脚下 | 旁白        | Future Sight Entertainment Stax Entertainment |      |

### 電影
| 年份 | 片名                    | 角色                                                          | 導演                        | 註                                     | 參考          |
| ---- | ----------------------- | ------------------------------------------------------------- | --------------------------- | -------------------------------------- | ------------- |
| 1999 | 酣歌暢戲                | Piano & harmonium player                                      | 麥克·李                     | Uncredited                             |               |
| 2002 | 白象似的群山            | The Man                                                       | 佩姬·卡麥隆                 | Short                                  | [ 69 ]        |
| 2003 | 叛徒與英雄              | 保皇派                                                        | 邁克·巴克                   |                                        | [ 70 ]        |
| 2006 | 恋爱学分                | 帕特里克·沃茨                                                 | 湯姆·沃恩                   |                                        | [ 69 ]        |
| 2006 | 奇異恩典                | 小威廉·皮特                                                   | 迈克尔·艾普特               |                                        | [ 71 ]        |
| 2007 | Inseparable             | 喬/查理                                                       | 尼克·懷特                   | Short                                  | [ 72 ]        |
| 2007 | 贖罪                    | 保羅·馬歇爾                                                   | 喬·萊特                     |                                        | [ 69 ]        |
| 2007 | 《斯圖爾特：倒轉人生》  | 亞歷山大                                                      | 大衛·阿特伍德               |                                        | [ 69 ]        |
| 2008 | 華麗孽緣                | 威廉·凱瑞                                                     | 賈斯汀·喬維克               |                                        | [ 69 ]        |
| 2009 | 愛，進化                | 约瑟夫·道尔顿·胡克                                            | 喬恩·艾米爾                 |                                        | [ 71 ]        |
| 2009 | 舞孃童話                | 亨利·克拉克                                                   | 蘇珊·盧西亞尼               |                                        | [ 73 ]        |
| 2010 | 四個傻瓜                | 談判員                                                        | 克里斯多夫·莫利斯           |                                        | [ 74 ]        |
| 2010 | 尋找第三顆星            | 詹姆斯                                                        | 哈蒂·道爾頓                 |                                        | [ 75 ]        |
| 2010 | The·Whistleblower       | 尼克·考夫曼                                                   | 拉爾薩·康達基               |                                        | [ 76 ]        |
| 2011 | 諜影行動                | 彼得·吉勒姆                                                   | 托马斯·阿尔弗雷德森         |                                        | [ 77 ]        |
| 2011 | 戰馬                    | 傑米·斯圖爾特少校                                             | 斯蒂芬·斯皮尔伯格           |                                        | [ 78 ]        |
| 2011 | 第三者                  | 大衛                                                          | D.R.Hood                    |                                        | [ 79 ]        |
| 2012 | 霍比特人：意外旅程      | 史矛革/索倫                                                   | 彼得·杰克逊                 | 動作捕捉與配音                         | [ 80 ]        |
| 2012 | Girlfriend in a Coma    | 但丁·阿利吉耶里                                               | 安娜麗莎·皮拉斯             | 記錄                                   | [ 81 ]        |
| 2013 | 星际迷航：暗黑无界      | 可汗·努尼恩·辛格                                              | J·J·艾布斯                  |                                        | [ 82 ]        |
| 2013 | Little Favour           | 華萊士                                                        | Patrick Viktor Monroe       | Short; also producer                   | [ 83 ]        |
| 2013 | 为奴十二年              | 威廉·普林斯·福特                                              | 史提夫·麥昆                 |                                        | [ 84 ]        |
| 2013 | 危機解密                | 朱利安·阿桑奇                                                 | 比爾·坎登                   |                                        | [ 85 ]        |
| 2013 | 霍比特人2：史矛革之战   | 史矛革/索倫                                                   | 彼得·傑克逊                 | 動作捕捉與配音                         | [ 86 ]        |
| 2013 | 八月：奥色治郡          | 小查爾斯·艾肯                                                 | 約翰·威爾斯                 |                                        | [ 87 ] [ 88 ] |
| 2014 | 模仿游戏                | 艾伦·图灵                                                     | 莫腾·泰杜姆                 |                                        | [ 89 ]        |
| 2014 | 馬達加斯加爆走企鵝      | 秘密探長                                                      | 埃里克·達奈爾 西蒙·J·史密斯 | 配音                                   | [ 90 ]        |
| 2014 | 哈比人：五軍之戰        | 史矛革/索倫                                                   | 彼得·傑克逊                 | 動作捕捉與配音                         | [ 91 ]        |
| 2015 | 黑勢力                  | 威廉·「比利」·巴爾傑                                          | 史考特·庫柏                 |                                        | [ 92 ]        |
| 2016 | 名模大間諜2             | 全部                                                          | 班·史提勒                   | 客串演出                               | [ 93 ]        |
| 2016 | 奇異博士                | 史蒂芬·史傳奇／奇異博士                                       | 史考特·德瑞森               | 同時為片中反派多瑪暮進行動作捕捉與配音 | [ 94 ] [ 95 ] |
| 2017 | 電流大戰                | 托马斯·爱迪生                                                 | 艾方索·戈梅茲-雷瓊          |                                        | [ 96 ]        |
| 2017 | 雷神索爾3：諸神黃昏     | 史蒂芬·史傳奇／奇異博士                                       | 塔伊加·維迪提               | 客串演出                               | [ 97 ]        |
| 2018 | 復仇者聯盟3：無限之戰   | 史蒂芬·史傳奇／奇異博士                                       | 罗素兄弟                    |                                        | [ 98 ]        |
| 2018 | 鬼靈精                  | 鬼靈精                                                        | 亞羅·錢尼 史考特·莫西爾     | 配音                                   | [ 99 ]        |
| 2018 | 森林之子毛克利          | 謝利·可汗                                                     | 安迪·瑟克斯                 | 動作捕捉與配音                         | [ 100 ]       |
| 2019 | 復仇者聯盟：終局之戰    | 史蒂芬·史傳奇／奇異博士                                       | 羅素兄弟                    |                                        | [ 101 ]       |
| 2019 | 1917                    | 麥肯錫上校                                                    | 山姆·曼德斯                 |                                        | [ 102 ]       |
| 2020 | 鐵幕行動                | 葛雷維爾                                                      | 多明尼克‧庫克               |                                        | [ 103 ]       |
| 2021 | 失控的審判              | 斯圖爾特·庫奇                                                 | 凯文·麦克唐纳               | 兼監製                                 |               |
| 2021 | 犬山記                  | Phil Burbank                                                  | 珍·康萍                     |                                        |               |
| 2021 | 天才貓奴畫家            | 路易斯·韋恩                                                   | 威爾·夏普                   |                                        | [ 103 ]       |
| 2021 | 蜘蛛人：無家日          | 史蒂芬·史傳奇／奇異博士                                       | 乔恩·沃茨                   |                                        |               |
| 2022 | 奇異博士2：失控多重宇宙 | 史蒂芬·史傳奇／奇異博士／至尊史傳奇／捍衛者史傳奇／邪惡史傳奇 | 山姆·雷米                   |                                        |               |
| 2023 | 亨利·休格的神奇故事     | 亨利·休格                                                     | 魏斯·安德森                 |                                        |               |
| 2026 | 復仇者聯盟：毀滅日      | 史蒂芬·史傳奇／奇異博士                                       | 羅素兄弟                    |                                        |               |

## 相關照片

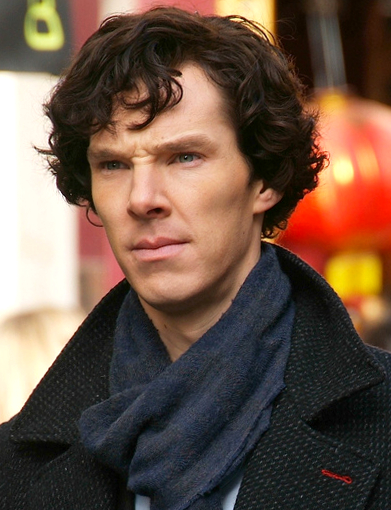
2010年，於倫敦唐人街拍攝《新福爾摩斯》
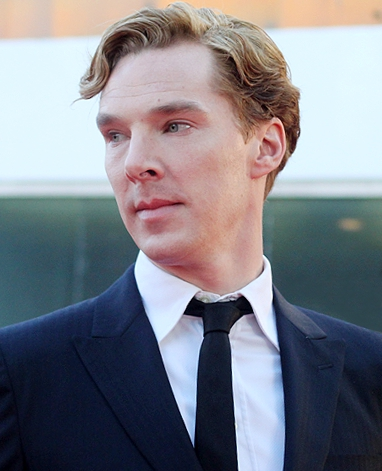
2011年3月13日，《鍋匠 裁縫 士兵 間諜》倫敦首映禮
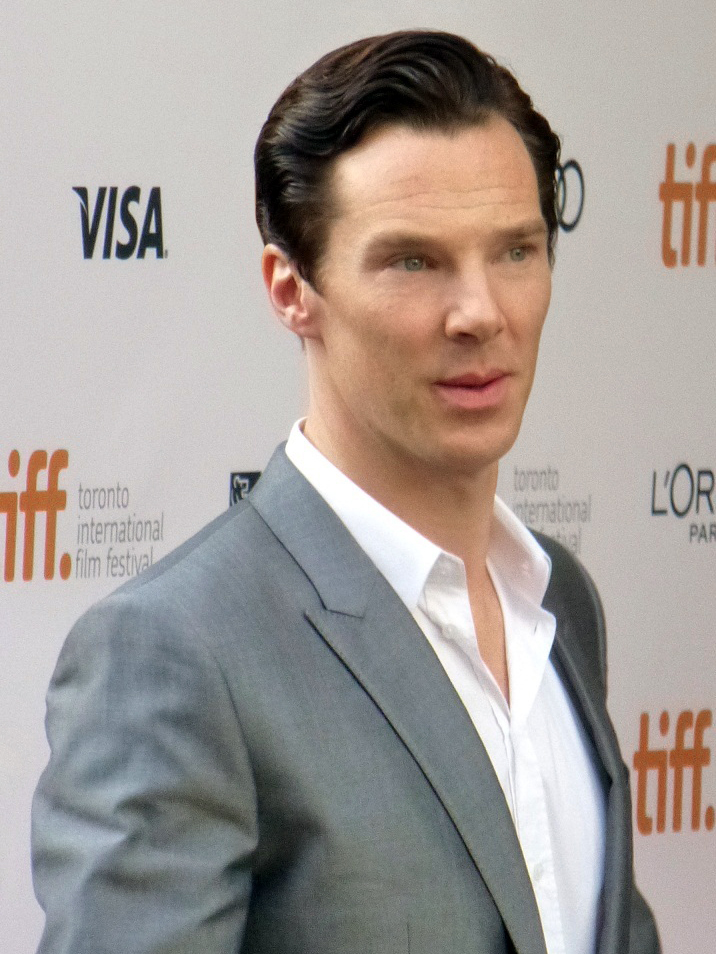
2013年9月，多倫多國際電影節
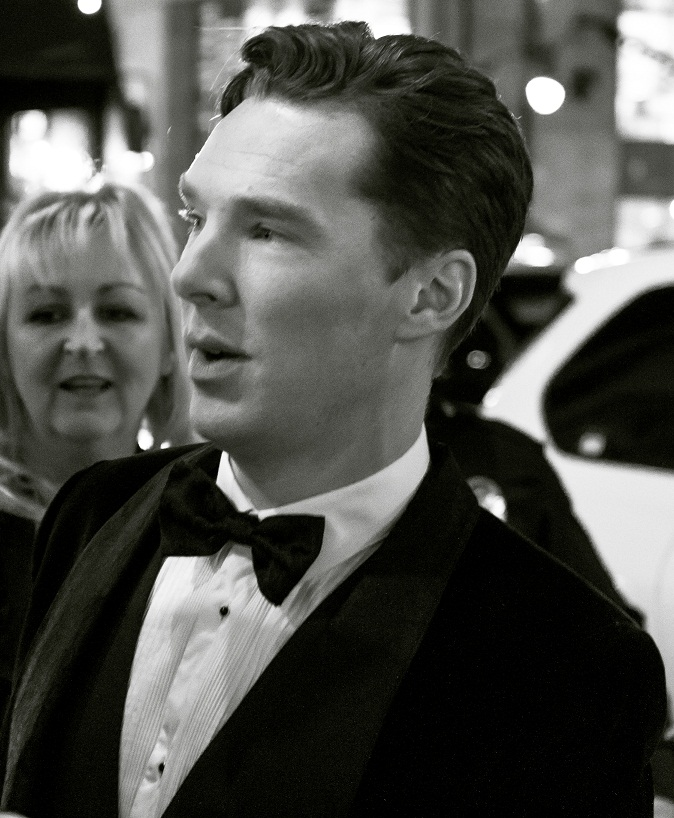
2013年12月，《哈比人：荒谷魔龍》洛杉磯首映禮
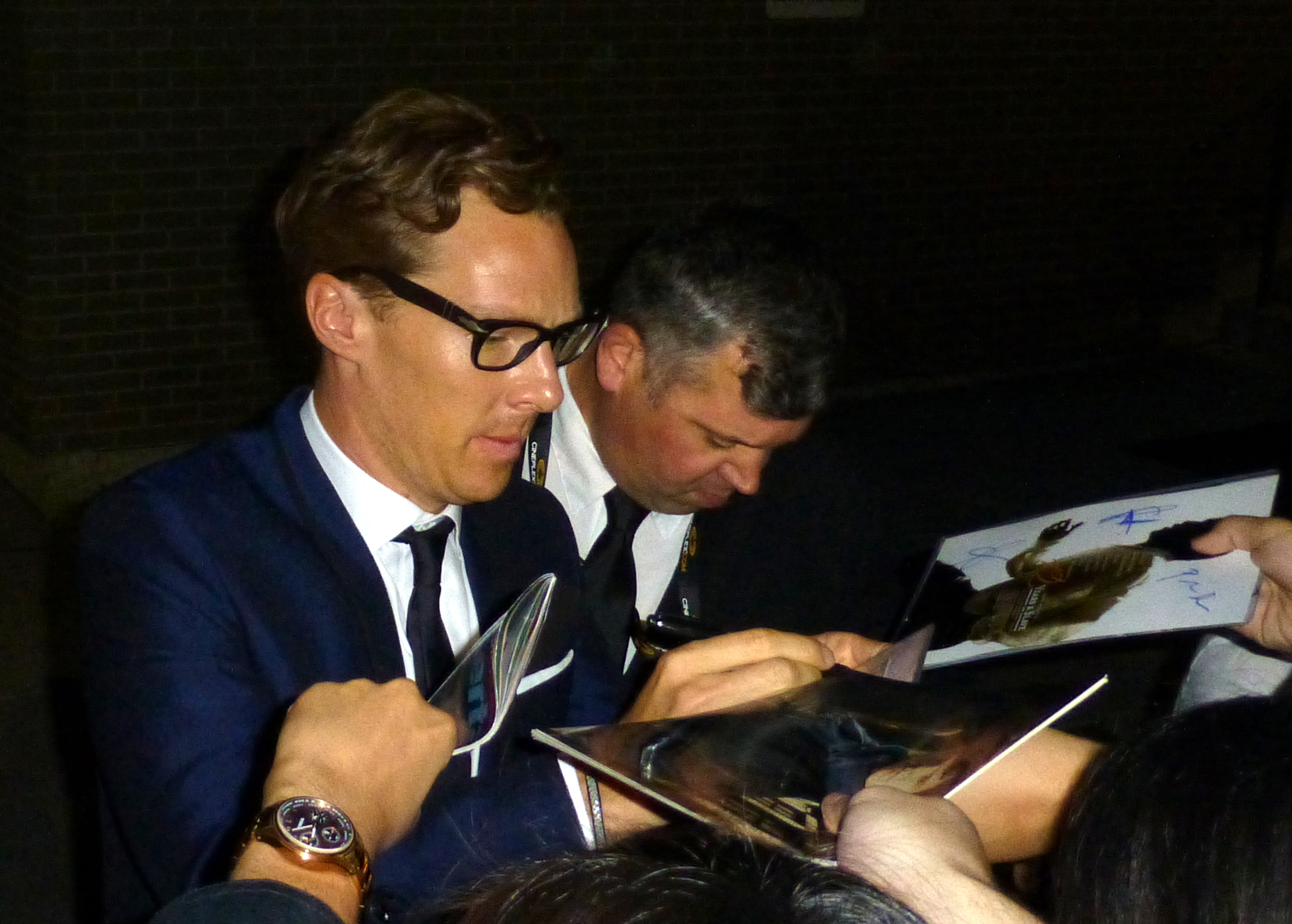
2014年9月，在2014年多倫多國際電影節的《模仿遊戲》首映會為影迷簽名
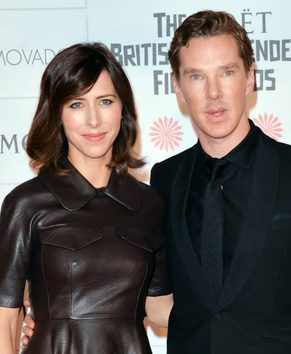
2014年12月7日，與妻子蘇菲·杭特於英國獨立電影獎頒獎禮合照
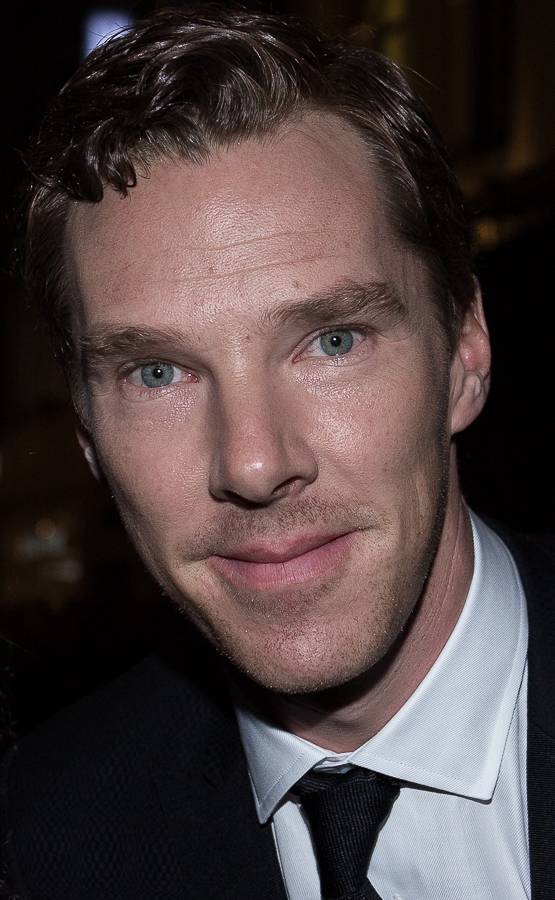
2014年12月，倫敦標準晚報戲劇大獎頒獎禮

## 外部連結
- 班奈狄克·康柏拜區在互联网电影资料库（IMDb）上的資料（英文）
- 班奈狄克·康柏拜區在豆瓣上的资料（简体中文）
- Benedict Cumberbatch unofficial website （页面存档备份，存于）
- Benedict Cumberbatch Online
- Benedict Cumberbatch在互联网电影资料库（IMDb）上的資料（英文）